# Therapy?
Therapy? je rock/metalová/punková kapela ze Severního Irska, kterou v roce 1989 založili zpěvák a kytarista Andy Cairns a bubeník Fyfe Ewing. Později se k nim přidal baskytarista Michael McKeegan. Ewinga za bicími vystřídal v roce 1996 Graham Hopkins a ke skupině se přidal i violoncellista a doprovodný kytarista Martin McCarrick. Oba však skupinu opustili v roce 2004 a dnes za bicími sedí Neil Cooper.

## Diskografie
- 1991 – Babyteeth
- 1992 – Pleasure Death
- 1992 – Nurse
- 1994 – Troublegum
- 1995 – Infernal Love
- 1998 – Semi-Detached
- 1999 – Suicide Pact – You First
- 2000 – So Much For the Ten Year Plan: A Retrospective 1990–2000
- 2001 – Shameless
- 2003 – High Anxiety
- 2004 – Never Apologise Never Explain
- 2006 – One Cure Fits All
- 2009 – Crooked Timber
- 2012 – A Brief Crack Of Light
- 2015 – Disquiet
- 2018 – Cleave